# 고양 백자음각 황사경 묘지
고양 백자음각 황사경 묘지(高陽 白磁陰刻 黃事敬 墓誌)는 대한민국 경기도 고양시에 있는 조선시대의 황희(黃喜, 1363～1452)의 손자인 황사경(黃事敬, 1452～1531)의 일생을 1531년 총 4점에 백자에 음각의 형태로 기록한 것이다. 2014년 1월 24일 경기도의 문화재자료 제170호로 지정되었다.

## 개요
고양 백자음각 황사경 묘지는 조선 전기 청백리이자 명재상으로 널리 알려진 황희(黃喜, 1363～1452)의 손자인 황사경(黃事敬, 1452～1531)의 일생을 16세기 전반 성균관사예(成均館司藝)를 지냈던 채세영(蔡世英, 1490～1568)이 1531년 총 4점에 백자에 음각의 형태로 기록한 것이다.

## 참고 문헌
- 고양 백자음각 황사경 묘지 - 국가유산청 국가유산포털